# Pezzi lirici

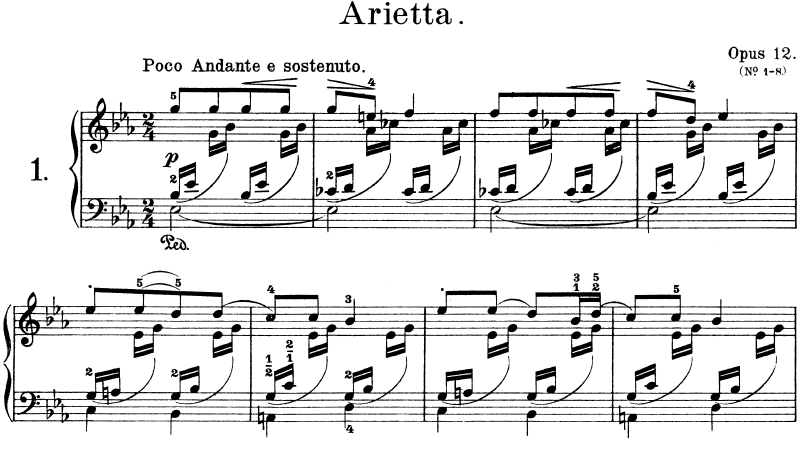
Arietta.

I Pezzi lirici (in norvegese Lyriske stykker) sono una collezione di 66 composizioni per pianoforte scritte da Edvard Grieg e pubblicati in dieci volumi dal 1867 (op. 12) al 1901 (op. 71).

## Descrizione
La collezione contiene alcuni dei più celebri brani del compositore, tra cui Matrimonio a Troldhaugen (Bryllupsdag På Troldhaugen), Alla primavera (Til våren), Marcia dei troll e Farfalla (Sommerfugl).
Il tema del primo brano, Arietta, fu uno dei più amati da Grieg e venne utilizzato da questo per chiudere l'intera collezione attraverso il brano Reminiscenze (Efterklang), in cui il tema viene trasformato in un valzer.
Nel 2002 il pianista norvegese Leif Ove Andsnes registrò un CD contenente 24 Pezzi lirici eseguiti a Troldhaugen (dove risiedeva Grieg) sul pianoforte originale del compositore, uno Steinway del 1892. Nel tempo diversi artisti si sono cimentati nell'esecuzione della collezione per pianoforte tra cui Isabel Mourão – la pianista brasiliana fu anche la prima a registrare la collezione completa di 66 pezzi -, Walter Gieseking, Ėmil' Gilel's e Håkon Austbø. Esistono inoltre alcune registrazioni dello stesso Grieg, pubblicate dall'etichetta norvegese Simax.
Alcuni dei Pezzi lirici vennero adattati anche per orchestra, come Sera nelle montagne e Marinaresca (op. 68). La trasposizione aggiunge un'intensa drammaticità alle opere, grazie soprattutto all'accompagnamento degli archi.
Grazie alla bassa difficoltà tecnica di questi brani, salvo alcune eccezioni, il loro studio è molto comune nei conservatori, sia dal punto di vista esecutivo che dal punto di vista della lettura a prima vista, data anche la relativa semplicità nella forma e nella scrittura dei Pezzi Lirici stessi, spesso composti in tonalità con poche alterazioni in armatura di chiave.

## Pezzi lirici
Op. 12: (dedicati a Betty Egeberg)
- N. 1 Arietta
- N. 2 Valzer (Vals)
- N. 3 Canto del guardiano (Vektersang, composto dopo una rappresentazione del Macbeth di Shakespeare)
- N. 4 Danza degli elfi (Alfedans)
- N. 5 Melodia popolare (Folkevise)
- N. 6 Melodia norvegese (Norsk)
- N. 7 Foglio d'album (Stamboksblad - Albumblad)
- N. 8 Canto nazionale (Fedrelandssang)

Op. 38:
- N. 1 Berceuse (Vuggevise)
- N. 2 Melodia popolare (Folkevise)
- N. 3 Melodia (Melodie)
- N. 4 Halling - Danza norvegese (Halling)
- N. 5 Danza norvegese (Springdans)
- N. 6 Elegia (Elegie)
- N. 7 Valzer (Vals)
- N. 8 Canone (Kanon)

Op. 43: (dedicati a Isidor Seiss)
- N. 1 Farfalla (Sommerfugl)
- N. 2 Viandante solitario (Ensom vandrer)
- N. 3 Nel mio paese (I hjemlandet)
- N. 4 Uccellino (Liten fugl)
- N. 5 Erotico (Erotik)
- N. 6 Alla primavera (Til våren)

Op. 47: (dedicati a Elisabeth Hornemann)
- N. 1 Valse-Impromptu (Valse-Impromptu)
- N. 2 Foglio d'album (Albumblad)
- N. 3 Melodia (Melodi)
- N. 4 Halling - Danza norvegese (Halling)
- N. 5 Melanconia (Melankoli)
- N. 6 Danza norvegese (Springdans)
- N. 7 Elegia (Elegie)

Op. 54: (dedicati a Julius Röntgen)
- N. 1 Pastorello (Gjetergutt)
- N. 2 Marcia norvegese (Gangar)
- N. 3 Marcia dei troll (Trolltog)
- N. 4 Notturno
- N. 5 Scherzo
- N. 6 Scampanio (Klokkeklang)

Op. 57: (dedicati a Hermann Scholtz)
- N. 1 Giorni svaniti (Svundne dager)
- N. 2 Gade
- N. 3 Illusione (Illusjon)
- N. 4 Segreto (Hemmelighet)
- N. 5 Ella danza (Hun danser)
- N. 6 Nostalgia (Hjemve)

Op. 62:
- N. 1 Silfide (Sylfide)
- N. 2 Gratitudine (Takk)
- N. 3 Serenata francese (Fransk serenade)
- N. 4 Ruscello (Bekken)
- N. 5 Visione (Drømmesyn)
- N. 6  Verso la patria (Hjemad)

Op. 65:
- N. 1 Dalla gioventù (Fra ungdomsdagene)
- N. 2 Canzone contadina (Bondens sang)
- N. 3 Melanconia (Tungsinn)
- N. 4 Salone (Salon)
- N. 5 In tono di ballata (I balladetone)
- N. 6 Matrimonio a Troldhaugen (Bryllupsdag på Troldhaugen)

Op. 68:
- N. 1  Marinaresca (Matrosenes oppsang)
- N. 2  Minuetto della nonna (Bestemors menuett)
- N. 3  Ai tuoi piedi (For dine føtter)
- N. 4  Sera nelle montagne (Aften på høyfjellet)
- N. 5  Alla culla (Bådnlåt)
- N. 6 Valse mélancolique

Op. 71:
- N. 1 C'era una volta (Det var engang)
- N. 2 Sera d'estate (Sommeraften)
- N. 3 Coboldo (Småtroll)
- N. 4 Pace della foresta (Skogstillhet)
- N. 5 Halling - Danza norvegese (Halling)
- N. 6 Passato (Forbi)
- N. 7 Reminiscenza (Efterklang)